# Robert Clark (zoólogo)

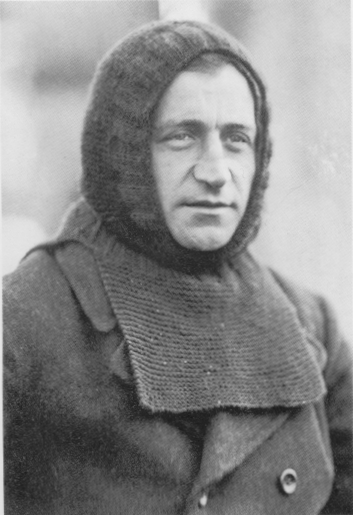
Robert Clark.

Robert Selbie Clark (11 de septiembre de 1882 - 29 de septiembre de 1950) fue un marino zoólogo y explorador. Fue el biólogo en la Expedición Imperial Trans-Antártica de Sir Ernest Shackleton  de 1914-1917, y sirvió como director del Scottish Home Department Marine Laboratory, en Torry, Aberdeen.

## Infancia y juventud
Robert Clark nació el 11 de septiembre de 1882 en Aberdeen, hijo de William Clark. Asistió a la Escuela de Gramática de Aberdeen y posteriormente a la Universidad de Aberdeen donde se graduó con un M.A. en 1908. En 1911 obtiene un B.Sc. y se hace zoólogo del Laboratorio Oceanográfico Escocés, Edimburgo, donde sirvió hasta que fue nombrado naturalista de la Asociación Biológica Marina del Reino Unido en 1913. Mientras estuvo en el Laboratorio Oceanográfico Escocés, trabajó en algunos de los especímenes antárticos que William Speirs Bruce había traído de la Expedición Antártica Nacional Escocesa de 1902–04.
Era por naturaleza un deportista, un entusiasta golfista y pescador, y fue seleccionado para jugar en el equipo de cricket nacional de Escocia en 1912. Era de carácter reservado, no dado a las risas o bromas,[cita requerida] pero con una fuerte ética laboral y pasión por la biología.

## Expedición Imperial Trans-Antártica
El 9 de agosto de 1914, el Endurance zarpó de Plymouth, llevando a la tripulación de Shackleton (quien abordó el barco en Buenos Aires) en lo que intentó ser la primera expedición en cruzar la Antártida desde el Atlántico al Pacífico vía polo Sur. Se recibieron más de 5000 postulaciones por puestos en la tripulación. La expedición no pudo lograr su objetivo: el barco quedó atrapado en el hielo y eventualmente destruido por la presión del hielo, pero toda la tripulación del Endurance fue eventualmente rescatada después de que Shackleton y cinco hombres hicieran una travesía de 1300 km en busca de ayuda.
Clark trabajaba duro, y, a pesar de su carácter adusto, pronto se ganó el respeto de la tripulación, con su voluntad de ofrecerse para algunos de los trabajos más penosos o desagradables a bordo del barco, aunque fue objeto de varias bromas. Él no era el más cortés de los hombres, y algunos versos se compusieron en torno a su aparente incapacidad para recordar a decir "por favor". La tripulación hierve un poco de espagueti y lo colocó en uno de sus frascos de recolección, lo que le causó emoción momentánea ante la idea de haber descubierto una nueva especie, y se la hizo creer que unos pingüinos gritaban "Clark, Clark" y que perseguían la nave mientras él estaba al volante. Trabajó arduamente en su registro biológico desde el momento en que partieron las expediciones, el registro de los especímenes encontrados usando redes de dragado mientras el barco avanzaba hacia el sur. Cuando el barco quedó atrapado en el hielo, continuó con su trabajo, la disección de los pingüinos y el registro de los cambios en los niveles de plancton en el mar.
"Cuando el barco tuvo que ser abandonado todos los especímenes de Clark's tuvieron que ser dejados atrás. Frank Worsley recordaba: 
Lo lamento por Clark, as Me quedé allí esa noche y me di cuenta de que se había visto obligado a abandonar en el Endurance toda la valiosa colección que le había tomado tanto sacrificio clasificar y estudiar".
Una vez que alcanzaron el borde del pack ice la tripulación se dirigió a isla Elefante en tres de los pequeños botes del Endurance. Clark viajó en el 22½-foot James Caird de 6,8 m junto a Shackleton, Frank Hurley, Leonard Hussey, Reginald James, James Wordie, Harry McNish, Charles Green, John Vincent and Timothy McCarthy. Llegando a la isla, Shackleton se marchó casi inmediatamente con cinco hombres de la tripulación en busca de rescate hacia Georgia del Sur. El resto de los hombres, Clark entre ellos, estuvieron acampando en la isla Elefante con Frank Wild al mando. La isla Elefante era inhóspita. Era fría pero húmeda lo que significa que ni la ropa ni los sacos de dormir nunca estaban completamente secos. Aunque había pingüinos y focas para comer, las provisiones no eran inagotables y el combustible escaseaba. La rutina en la isla era monótona. Clark gestionó la producción de una primitiva bebida alcohólica a partir de alcohol de quemar, azúcar, agua y jengibre conocida como "Gut Rot 1916" y era bebida con una tostada en honor a "Esposas y novias" los sábados. El 30 de agosto de 1916, los hombres de la isla Elefante fueron rescatados por la escampavía chilena Yelcho, comandada por Luis Pardo, con Shackleton a bordo, el cual había dejado la isla hacían 4 meses.

## Después de la expedición
Clark regresó a Escocia donde se casó con Christine Ferguson. Sirvió como teniente de buscaminas en Reserva Naval Real durante la I Guerra Mundial y regresó a Plymouth en 1919 cuando terminó la guerra. Sus habilidades en el cricket lo llevaron de nuevo ser seleccionado para Escocia en 1924. En 1925 obtuvo un doctorado en ciencias, y el mismo año llega a ser director del Laboratorio de Investigaciones Pesqueras en Torry, Aberdeen. En 1934, fue nombrado Superintendente de Investigaciones Científicas de la Agencia Escocesa de Protecciones Pesqueras. Contribuyó con artículos sobre arenques larvas y eglefino.
Se retiró en 1948 y murió dos años después en su casa en Murtle, Aberdeenshire. No tuvo hijos.